# Lena Düpont
Lena Düpont (ur. 30 kwietnia 1986 w Dortmundzie) – niemiecka polityk, deputowana do Parlamentu Europejskiego IX i X kadencji.

## Życiorys
Po zdanej w 2005 maturze studiowała m.in. nauki polityczne na Friedrich-Alexander-Universität Erlangen-Nürnberg. W 2008 wstąpiła do Unii Chrześcijańsko-Demokratycznej. Była etatową współpracowniczką chadeckich polityków, w tym europosłanki Renate Sommer oraz członkini Bundestagu Ewy Klamt. Później redagowała lokalne czasopismo w Gifhorn.
W wyborach w 2019 z listy CDU w Dolnej Saksonii uzyskała mandat eurodeputowanej IX kadencji. Z powodzeniem ubiegała się o poselską reelekcję w 2024.